# Културна Македония
„Културна Македония“ (на македонска литературна норма: „Културна Македонија“) е вестник за култура от Демократична Македония, излизал в Битоля в 1944 - 1945 година.
От вестника излизат общо три броя. Първият илиза на 15 октомври 1944 година, а третият - 5 януари 1945 година. Директор е Кирил В. Ташков, а отговорен редактор е Душко Хр. Константинов. В брой № 3 директор е Методия Лепавцов, а редактори са Ташков и Константинов. Вестникът публикува общообразователни текстове от миналото на Битоля, както и текстове със забавно съдържание. В брой № 1, в статията „Съединен народ - светла иднина“ (Соединен народ - светла иднина) се обявява за Обединена Македония:
| „ | Македонскиот народ не бара чуждо, туку сака да ги обедини сите свои земји кај што живејат Македонци и кај што тупка македонско срце. Со тој идеал в срце денес треба да живеј секој Македонец. Македонският народ не търси чуждо, а иска да ги обедини всички свои земи, където живеят македонци и където тупти македонско сърце. С тоя идеал в сърце днес трябва да живее всеки македонец. | “ |